# 杨伯箴
杨伯箴（1919年1月5日—1989年7月15日），原名杨宝琛，曾用名杨英，贵州省镇远县人。中华人民共和国政治人物、外交官。第五、六届全国政协委员。

## 生平
出身书香门第。祖父杨国栋，号云升，是光绪年间恩科举人，曾任云南弥勒县知县等职，因参加清代末年公车上书，而被贬职。父亲杨嗣荣是留日学生，毕业于日本庆应大学经济系，回国后曾在北京大学、中国大学任教，在《顺天时报》当过编辑，也曾在北洋政府财政部任职。
1936年2月在北平师范大学附属中学参加中华民族解放先锋队。1936年12月加入中国共产党，历任该校党支部书记。1937年底奔赴延安，先后在抗日军政大学和马列学院学习。1939年9月任晋察冀边区华北联合大学党委委员、政治经济学教研室主任。1942年底任晋察冀分局机关总支部副书记。
1946年2月任中共北平学生工作委员会委员、代理书记，中共北平中学工作委员会书记等职。1949年1月任中国新民主主义青年团北平市筹备委员会副主任、书记。
中华人民共和国成立后，1953年2月任北京市委宣传部副部长。1954年任北京市委教育部副部长。1958年9月任北京市西城区委第一书记兼区委党校校长、西城区武装部党委书记，1962年至1964年北京师范学院党委书记兼院长。
1964年，接替董越千，担任中华人民共和国驻瑞典大使。1969年，由王栋接任。回国后，担任北京外语学院党委书记兼第二院长，1980年任第三届联合国教科文组织执行局成员（1980年-1985年）、副主席（1983年-1985年），中国联合国教科文组织全国委员会副主任。1981年任中国联合国教科文组织全国委员会副主任。1983年当选为联合国教科文组织执行局副主席。第五、六届全国政协委员。突发脑溢血去世。。